# Epistrophe diaphana
Epistrophe diaphana là một loài ruồi trong họ Ruồi giả ong (Syrphidae). Loài này được Zetterstedt mô tả khoa học đầu tiên năm 1843. Epistrophe diaphana phân bố ở vùng Cổ Bắc giới